# Regno Kuninda

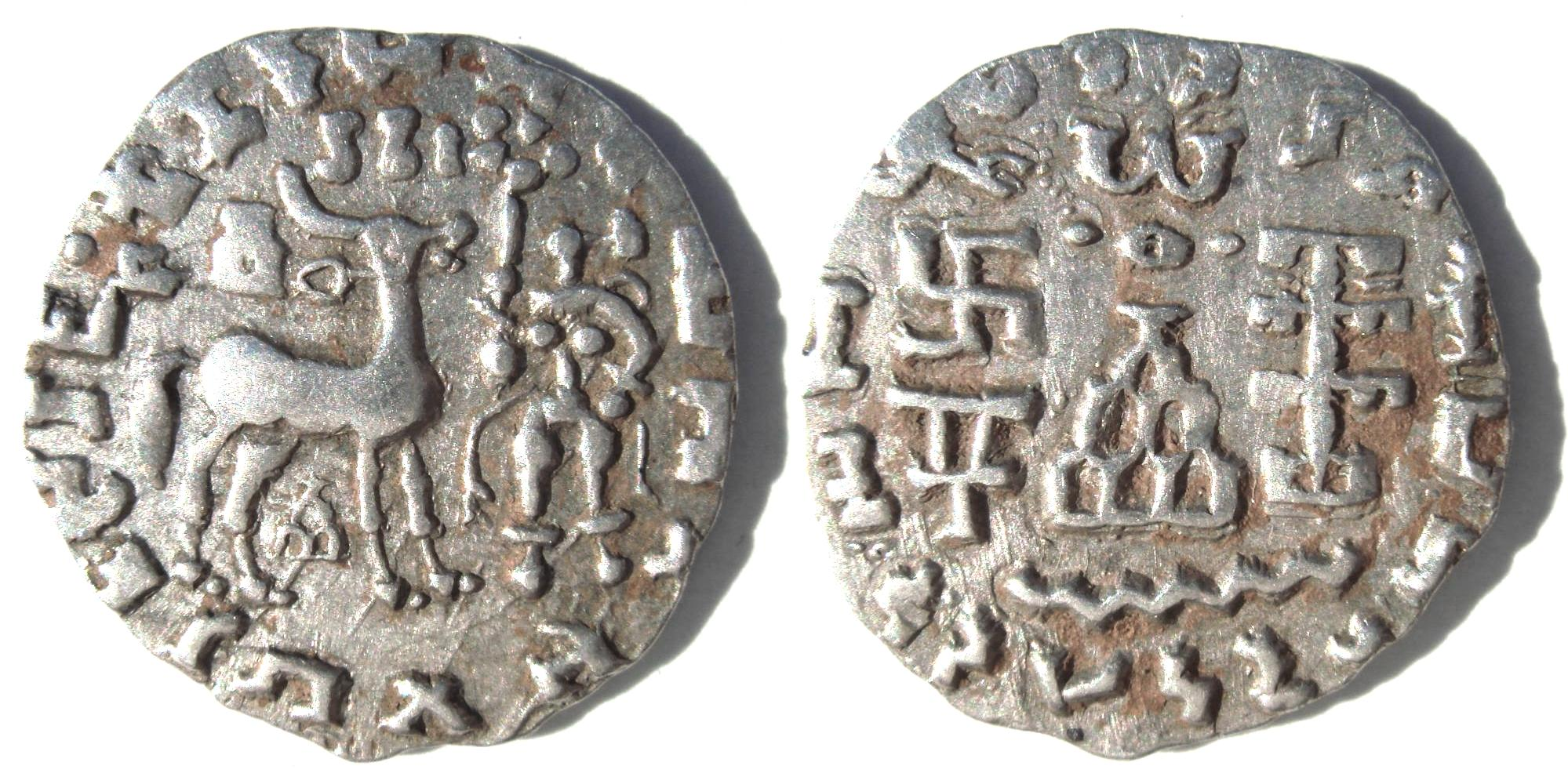
Moneta d'argento del Regno Kuninda risalente al I secolo a.C.

Il Regno Kuninda (o Kulinda nella letteratura antica) è stato un antico regno dell'Himalaya centrale esistito tra il II secolo a.C. e il III secolo d.C., situato negli attuali Stati federati indiani dell'Uttarakhand e dell'Himachal Pradesh, nel nord dell'India. 
La storia del regno è documentata a partire dal II secolo a.C. È menzionato nell'epica indiana e nei Purāṇa. Il Mahābhārata riporta che venne sconfitto da Arjuna. 
Uno dei primi re del Kuninda è stato Amoghbhuti, che si stabilì nelle vallate montane dei fiumi Jamuna e Sutlej.
Il storico greco Tolomeo lo colloca presso le sorgenti dei fiumi Gange, Yamuna e Sutlej. 
Una colonna eretta durante il regno di Aśoka è presente anche a Kalsi, nella regione del Garhwal, ed indica la diffusione del buddismo nel Kuninda già a partire dal IV secolo a.C. 
Il regno Kuninda scompare intorno al III secolo d.C.